# プリンセスケーキ
プリンセスケーキ（英語: princess cake）、プリンセストルタ（スウェーデン語: prinsesstårta）は、ふわふわしたスポンジケーキとカスタードクリームの層を交互に重ね、厚いドーム状のホイップクリームをのせ、薄く伸ばしたマルチパンを全体に被せてなめらかな丸い形に仕上げた伝統的なスウェーデンのケーキである。

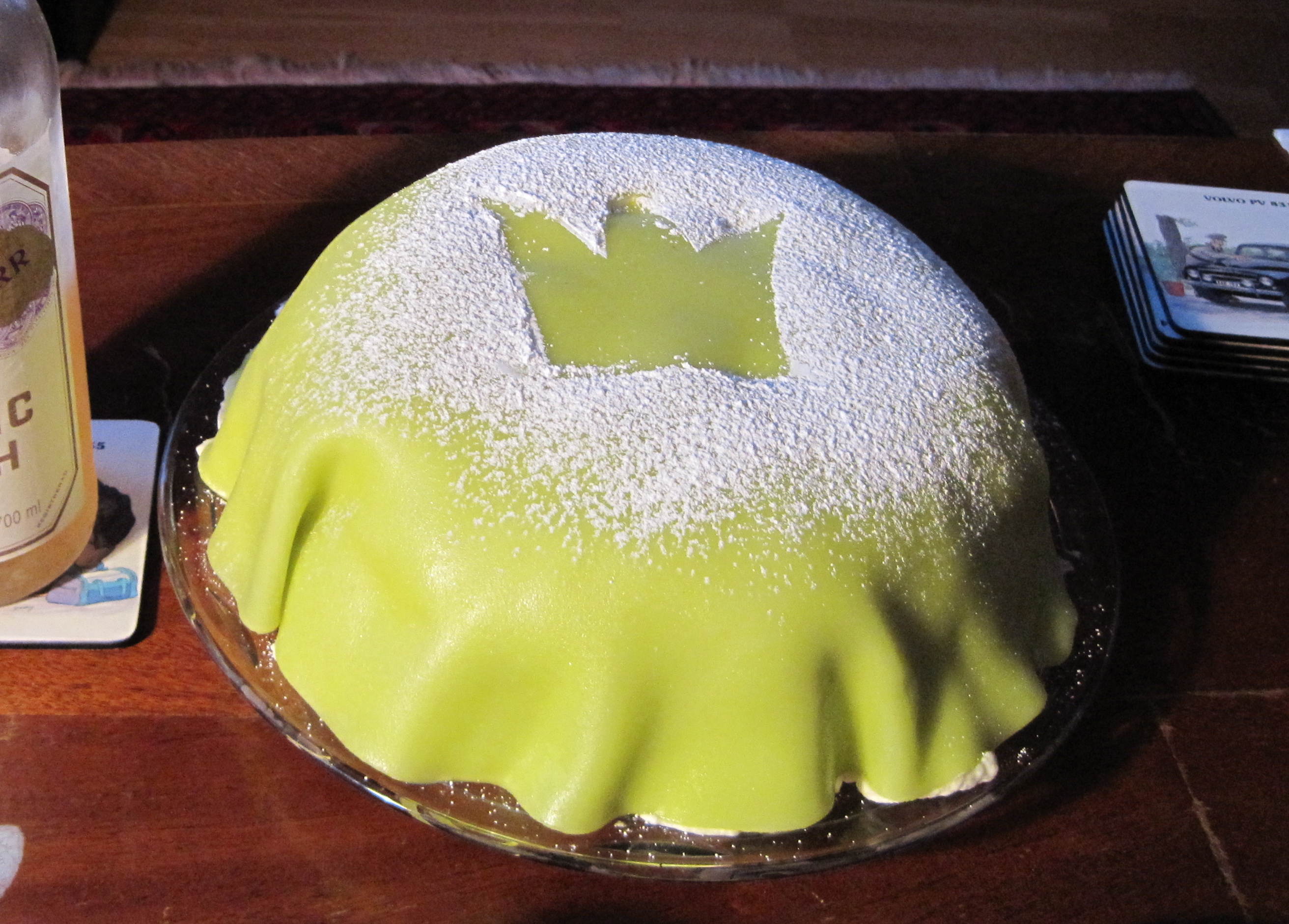
手作りのプリンセスケーキ

プリンセスケーキの元のレシピには、一般に信じられている物とは裏腹に、ラズベリージャムは含まれていなかった。もしラズベリージャムが入っていた場合、プリンセスケーキは伝統的にオペラケーキであると見なされ、ピンク色のマルチパンで覆われる（フランスのコーヒー味のオペラケーキとは別のケーキである）。   
外側に被せるマルチパンは通常緑色であり、粉糖をまぶして、しばしばピンクのマルチパンのバラで装飾される。
最初に出版されたレシピは、1930年代にヴェステルイェートランド公カール王子の娘たちの家政学教師だったイェニー・オーケルストレムによって著された『Prinsessornas kokbok』(『王女様たちの料理書』）という料理本に初めて登場した。このケーキは当初、単にグロントルタ（grön tårta、緑色のケーキ）と呼ばれていたが、後にプリンセストルタ（プリンセスケーキ）と呼ばれるようになった。これは、カール王子の3人の娘、マルガレータ王女、マッタ王女、アストリッド王女が特にこのケーキを好んだからだと言われている。毎年9月の最終週はプリンセスケーキ週間である。

## バリエーション
マルチパンには緑色以外にも様々な色の物があり、青いマルチパンを用いたものはプリンストルタ（prinstårta、プリンスケーキ）、ピンクや赤のマルチパンを用いたものはオペラトルタ（operatårta）と呼ばれる。